# Amphithéâtre olympique de Hamar
L'Amphithéâtre olympique de Hamar (norvégien : Hamar OL-Amfi ou Hamar Olympiske Amfi) est une salle omnisports située à Hamar, en Norvège.

## Histoire
Si elle est principalement utilisée pour le hockey sur glace, elle accueille également des compétitions de patinage de vitesse sur piste courte, patinage artistique, handball ainsi que des concerts.
D'une capacité d'environ 6000 spectateurs, elle a été construite pour les Jeux olympiques d'hiver de 1994 à Lillehammer, durant lesquels y ont été organisées les épreuves de patinage de vitesse sur piste courte et de patinage artistique. 

## Événements
- Le championnat du monde de hockey sur glace 1999
- Le championnat du monde de handball féminin 1999
- Le championnat du monde de hockey sur luge 2002
- Les championnats du monde juniors de patinage artistique 2002
- Des épreuves des Jeux olympiques de la jeunesse d'hiver de 2016